# Wendolové
Wendolové neboli také Pojídači mrtvých jsou fiktivní nepřátelský kmen ve filmu Vikingové (13th Warrior) a románu Pojídači mrtvých od Michaela Crichtona. Představují prehistorickou kulturu, či dokonce kmen dávno vyhynulých homo neanderthalensis. Je možné, že oblasti, které nejsou podnebně vhodné pro Homo sapiens (například neobydlené mrazivé lesy Skandinávie) mohly být obydleny populací neandrtálců dávno po jejich předpokládaném vyhynutí, až do doby, kdy Ahmad ibn Fadlān napsal své spisy. Wendolové mohou představovat i populaci homo sapiens sapiens, a to na základě přítomnosti prehistorické sošky Willendorfské Venuše.
Wendolům v Crichtonově románu vládne královna, ale ve filmu Vikingové se také objevuje vůdčí bojovník, který nosí „rohy síly“. Wendolové se snažili svou divokostí, stylem boje i svým způsobem života napodobovat medvědy. Jejich hlavním domovem se proto stala jeskyně. Wendolové se inspirovali Grendely ze staroanglického eposu Beowulf a královna Wendolů je obrazem matky Grendelů. 